# Вулиця Довженка (Львів)
Вулиця Довженка — вулиця в Сихівському районі міста Львова. Сполучає вулицю Манастирського з проспектом Червоної Калини.

## Історія
Від 1981 року — вулиця Літунова, на честь радянського військовика, учасника польсько-радянської війни Федора Літунова (1886—1920). Сучасна назва від 1991 року, на честь видатного українського радянського кінорежисера Олександра Довженка.

## Забудова
Вулиця Довженка забудована переважно дев'яти- та чотирнадцятиповерховими житловими будинками 1980-х років. 

### Будинки
№ 6 — одноповерхова будівля, в якій містяться сімейна аптека «Аронія», відділення поштового зв'язку № 70 АТ «Укрпошта».
№ 12 — триповерхова будівля, в якій містяться дитячий садок «Ма-ма-ля», приватна дошкільна установа «Пташеня. Дитячий простір. Львів» (розрахована на 80 дітей), інноваційна приватна школа «Школа дружня до дитини» (3Д) та гімназія «Братів Ізраїлю» (заснована 2000 року).
№ 13 — будівля СЗОШ № 96 МЖК—1.
На розі нинішніх вулиці Довженка та проспекту Червоної Калини, у 1986 році за індивідуальним проєктом, розробленим авторським колективом львівської філії Діпромісто (архітектори — Олександр Базюк, Василь Каменщик, М. Кошло, Лідія Кутна, В. Іванів; конструктори — В. Проскурняк, Є. Цапов) збудований торгово-побутовий центр мікрорайону № 12, розрахований на 7—10 тис. мешканців і мав у своїй структурі заклади первинного обслуговування, які формували громадський мікрорайонний центр. Торгово-побутовий центр мікрорайону № 12 було визнано одним із найкращих прикладів громадського центру та нагороджено першою премією на республіканському конкурсі у 1987 році. Нагороду отримали за оригінальне поєднання різноманітних функцій в одному комплексі. До складу торгово-побутового центру мікрорайону № 12 ввійшла низка будівель громадського призначення. Більшість з них були збудовані за індивідуальними проектами, зокрема споруда комунально-побутового призначення, яка складалася з приміщень для аптеки, для громадських санвузлів та з приміщенням для ЖЕКу; будівля магазину, яка складається з продовольчого та промтоварного відділів та овочевого відділу; їдальня; окремий продовольчий магазин; комплексний прийомний пункт побутового обслуговування. Також був адаптований типовий проєкт блоку обслуговування та збудовано АТС за проєктом повторного застосування. У торговій частині центру були передбачені окремі господарські подвір'я, внутрішній пішохідний простір комплексу сполучений з пішохідною зоною вулиці Довженка. Нині набір функцій комплексу будівель громадського центру мікрорайону № 12 суттєво змінився та розширився. Серед закладів, які нині займають приміщення торгово-побутового комплексу мікрорайону № 12, знаходиться банк, стоматологічний кабінет, магазини меблів, взуттєва майстерня, релігійний центр, пошта, аптека, кафе-бар, магазин побутової техніки, лотерея, магазин будівельних матеріалів, вживаного одягу, алкоголю. Територія навколо заповнилася МАФами та самовільною торгівлею.